# Młyńsko (Góry Sowie)
Młyńsko (niem. Mühlberg, 777 m n.p.m.) – wzniesienie w południowo-zachodniej Polsce, w Sudetach Środkowych, w Górach Sowich.

## Położenie i opis
Wzniesienie położone w północno-środkowej części pasma Gór Sowich, około 1,5 km na północny wschód od Wielkiej Sowy.
Wzniesienie o słabo zaznaczonym szczycie, gubiące się w dominującym nad nim masywie Wielkiej Sowy. Góra o spłaszczonej części wierzchołkowej i zboczach opadających na północ i wschód w stronę Rościszowa, tworzących poniżej szczytu charakterystyczne rozległe strome zbocze Węglarz. Wyrasta z północno-wschodniego zbocza Wielkiej Sowy tworzącego jeden z grzbietów odchodzących od Wielkiej Sowy.
Zbudowane z prekambryjskich paragnejsów i migmatytu. Na wschodnim zboczu poniżej szczytu występuje grupa ciekawych gnejsowych skałek.
W całości porośnięte lasem świerkowym regla dolnego z domieszką drzew liściastych. Na południowo-zachodnim zboczu, poniżej szczytu, położona jest mała charakterystyczna śródleśna polana.
Wzniesienie położone na terenie Parku Krajobrazowego Gór Sowich.

## Turystyka
Przez szczyt i zbocze prowadzą piesze szlaki turystyczne:
- niebieski – odcinek europejskiego długodystansowego szlaku pieszego E3, przechodzący przez szczyt prowadzi z Wielkiej Sowy do Srebrnej Góry,
- zielony – przechodzący wschodnim zboczem prowadzi z Ludwikowic Kłodzkich do Rościszowa,
- żółty – przechodzący wschodnim zboczem prowadzi z Walimia przez Wielką Sowę do Kamionek.